# (73829) 1996 AT12
(73829) 1996 AT12 – planetoida z pasa głównego asteroid okrążająca Słońce w ciągu 4,34 lat w średniej odległości 2,66 j.a. Odkryta 15 stycznia 1996 roku.